# Цубурая, Кокити
Кокити Цубурая (яп. 円谷 幸吉 Цубурая Кокити, 13 мая 1940 — 9 января 1968,  Асака) — японский легкоатлет, призёр Олимпийских игр.
Родился в Сукагава префектуры Фукусима; окончил университет Тюо. Был лейтенантом Сухопутных сил самообороны.
В 1964 году на Олимпийских играх в Токио он завоевал бронзовую медаль в марафоне, и стал 6-м на дистанции 10 000 м.
Вскоре после Олимпиады Кокити Цубурая стал страдать от люмбаго. 9 января 1968 года он покончил жизнь самоубийством.